# Las aventuras de Jack
Las aventuras de Jack es una película argentina del género de drama filmada en blanco y negro, dirigida por Carlos Borcosque según su guion, y escrito sobre la novela Jack de Alphonse Daudet. Se estrenó el 31 de marzo de 1949 y tuvo como principales actores a Juan Carlos Barbieri, Guillermo Battaglia, Alberto Bello, Homero Cárpena, Nedda Francy y Antonia Herrero. 

## Reparto
- Juan Carlos Barbieri
- Guillermo Battaglia
- Alberto Bello
- Homero Cárpena
- Eva Caselli
- Manolo Díaz
- Francisco Pablo Donadío
- César Fiaschi
- Nedda Francy
- Antonia Herrero
- Federico Mansilla

## Sinopsis
Ambientada en el siglo XIX, su protagonista es un joven, hijo de una frívola condesa, que enfrenta los rigores de una vida trágica.

## Comentarios
Para el diario Crítica:

«ha faltado emoción, vigor descriptivo, calidad, en suma, a la adaptación y no se han utilizado con provecho los ricos elementos novelescos que brindaba el libro originario.»

Manrupe y Portela opinan que la película se hizo:

«para explotar el éxito juvenil de Barbieri, folletín arcaico y prácticamente insoportable de ver.»

## Otras versiones
Alphonse Daudet publicó en 1876 la novela Jack, que inspiró también otras versiones fílmicas:
- Jack película muda de 1913 dirigida por André Liabel.
- Jack película muda de 1925 dirigida por Robert Saidreau.
- Jack serie para televisión de 1975 dirigida por Serge Hanin.